# 6203 Lyubamoroz
6203 Lyubamoroz este un asteroid din centura principală de asteroizi.

## Descriere
6203 Lyubamoroz este un asteroid din centura principală de asteroizi. A fost descoperit pe 3 martie 1981 la Siding Spring de Schelte J. Bus. Asteroidul prezintă o orbită caracterizată de o semiaxă mare de 3,15 ua, o excentricitate de 0,05 și o înclinație de 0,9° în raport cu ecliptica.